# Зерновые культуры

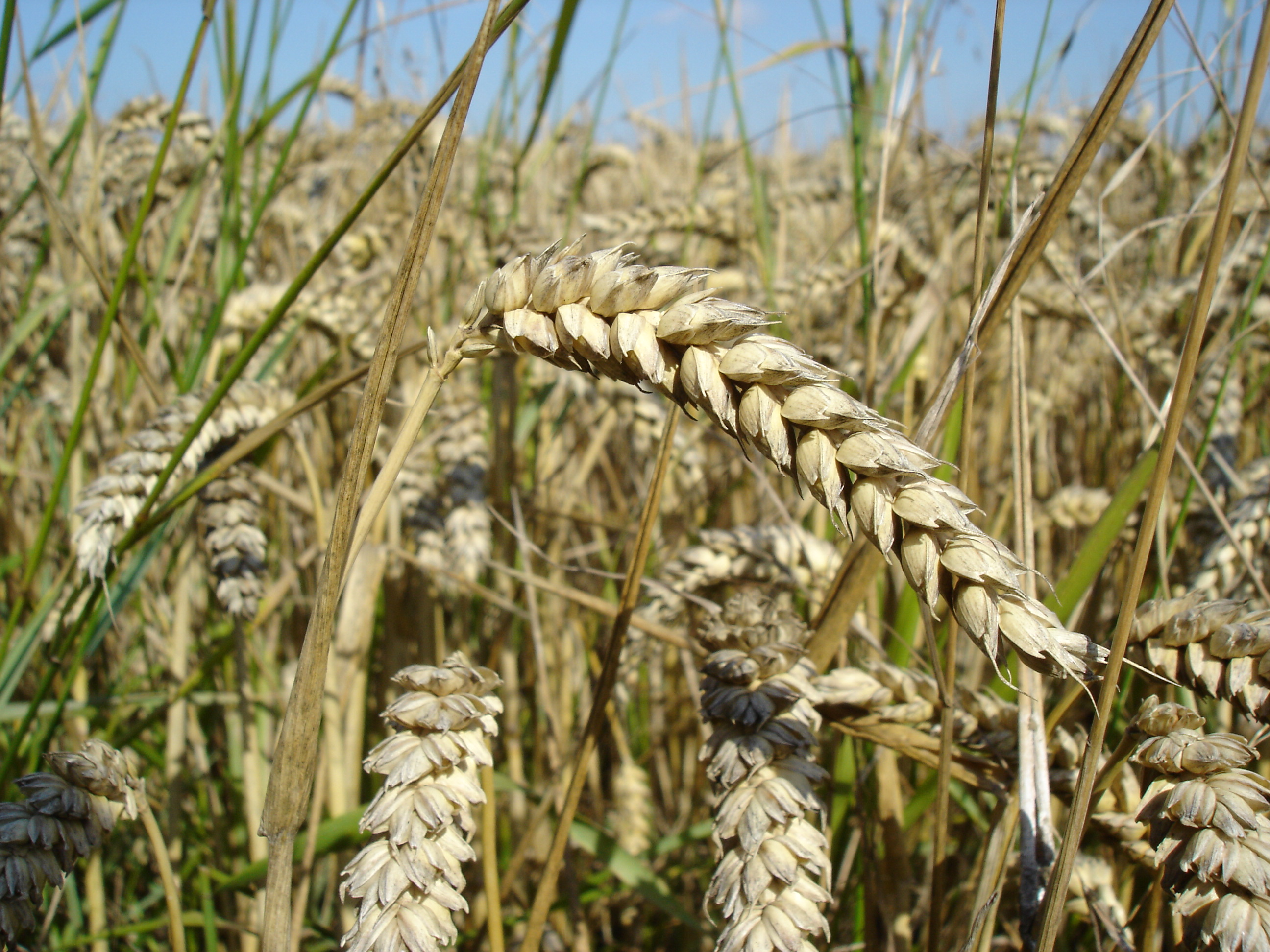
Пшеница — одна из важнейших зерновых культур. На фотографии — Пшеница мягкая (Triticum aestivum)

Зерновы́е культу́ры — важнейшая в хозяйственной деятельности человека группа возделываемых растений, дающих зерно, основной продукт питания человека (крупа), сырьё для многих отраслей промышленности и корма для сельскохозяйственных животных.
Зерновые культуры подразделяются на зернобобовые, которые принадлежат к семейству Бобовые, и хлебные. Большинство хлебных зерновых культур (пшеница, рожь, рис, овёс, ячмень, кукуруза, сорго, просо, чумиза, могар, пайза, дагусса и другие) принадлежит к ботаническому семейству Злаки; гречиха — к семейству Гречишные; мучнистый амарант — к семейству Амарантовые. Иногда под зерновыми культурами имеются в виду только хлебные зерновые культуры — злаки и злакоподобные.
Цельное зерно хлебных зерновых культур содержит много углеводов (60—80 % на сухое вещество), белков (7—20 % на сухое вещество), ферменты, витамины группы B (B1, B2, B6), PP и провитамин А, чем и определяется высокая питательность его для человека и ценность для кормового использования. При удалении отрубей и зародыша, а также шлифовании от цельного зерна остаётся эндосперм, бедный витаминами и состоящий в основном из углеводов; именно он и используется, как правило, в современной пищевой промышленности. Зерно бобовых зерновых культуры богато белком (в среднем 20—40 % на сухое вещество), а сои — также и жиром.
Отрасль земледелия, посвящённая выращиванию зерновых культур, называется зерноводство. Основными зерновыми культурами являются пшеница, ячмень, овёс, кукуруза, рис, гречиха и горох. Зерновые служат главным источником калорий в большинстве развивающихся стран. В развитых странах доля зерновых в питании не столь существенна, причём они, как правило, попадают на стол потребителя в значительно переработанном виде (например, в виде хлопьев, печенья или пива, а не собственно круп). Наблюдается увеличение потребления цельного зерна: так, в США за 10 лет с 2006 по 2016 годы доля цельного зерна в потреблении хлебных зерновых культур увеличилась с 12 % до 16 %.

## История

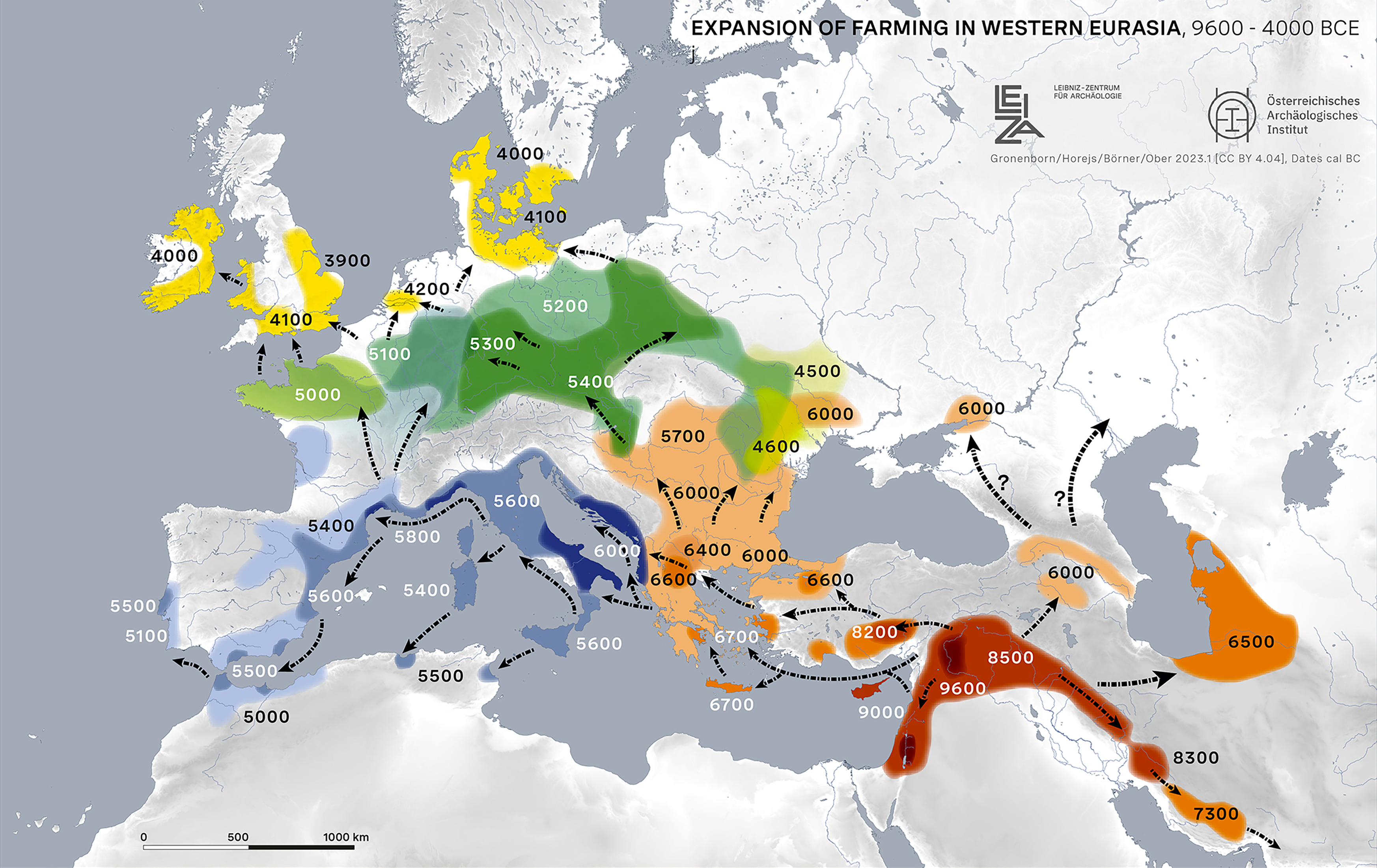
Распространение земледелия на западе Евразии с 10 по 5 тыс. до н. э.

Культивирование зерновых культур (неолитическая революция) началось порядка 12 000 лет назад в регионе Плодородного полумесяца (см. натуфийская культура). Здесь они произрастали в дикой форме, а затем были доместицированы древнейшие сельскохозяйственные культуры: пшеница двузернянка и однозернянка, ячмень, чечевица, горох, нут и вика.
Зерновые культуры (ячмень, рожь, пшеница, кукуруза, рис, просо) тесно связаны со становлением первых государств, и возможно утверждать, что они сыграли ведущую роль в возникновении практически всех ранних цивилизаций. Существует «зерновая гипотеза», предполагающая, что формирование государств становится возможным только тогда, когда в пищевом рационе преобладают зерновые культуры. Зернобобовые (чечевица, нут, садовые бобы) составляли основу рациона в Древнем Египте.
Зерновые культуры (пшеница и ячмень) входили в средиземноморскую триаду (злаки, оливы, вино), господствовавшую в сельском хозяйстве античного мира. С распространением культуры озимых посевов зерновых по земному шару связывают миграции древних индоевропейцев.

## Экономика
Основными зерновыми культурами на мировом рынке являются пшеница, ячмень, овёс, кукуруза, рис, гречиха и горох.
Основные экспортёры зерновых по состоянию на 2009 год — США, Канада, Австралия, Аргентина, ЕС и Россия, на долю первых пяти приходилось свыше 84 % всего объёма мировой торговли зерновыми. Крупнейшими импортёрами были Япония, Китай, Турция, Саудовская Аравия. См. также Список стран по производству зерновых.
Мировое производство хлебных зерновых культур в 2014—2017 годах колебалось между 2,5—2,6 млрд тонн, экспортировалось 377—408 млн тонн, мировые запасы составляли свыше 770 млн тонн. На 2017 год основными экспортёрами являются Австралия, Аргентина, ЕС, Канада и Соединённые Штаты Америки.
На кукурузу, пшеницу и рис в 2003 году приходилось 43 % всех потребляемых в мире пищевых калорий.

### Цены
Мировые цены на зерно (пшеница, кукуруза, соевые бобы, рис, ячмень, сорго, рапс) в июле 2012 г. достигли нового исторического рекорда. Рассчитываемый экспертами Международного совета по зерну (International Grains Council, IGC) индекс мировых цен на зерно ICG GOI (Grains and Oilseeds Price Index) в июле 2012 г. впервые превысил отметку 310 пунктов и по состоянию на 20 июля 2012 года достиг своего пикового значения — 339 пунктов, превысив показатель на аналогичную дату предыдущего года почти на 17 %.

### Производство зерновых в России
В 2021 году Россия собрала 120,7 млн тонн зерна (в том числе 75,9 млн тонн пшеницы) против 133,5 млн тонн (85,9 млн тонн) в 2020 году. Урожай ржи составил 1,7 млн тонн против 2,4 млн тонн в предыдущем году, кукурузы — 14,6 млн тонн против 13,9 млн тонн, ячменя — 17,9 млн тонн против 20,9 млн тонн. В 2022 году, по прогнозу Центра агроаналитики при Минсельхозе, сбор зерна может составить 123—126 млн тонн, в том числе 75-84 млн тонн пшеницы.
Как следует из презентации Минсельхоза РФ, в 2022 году посевная площадь составит 81,3 млн га, что почти на 1,4 млн га больше, чем в 2021 году.
Зерновые и зернобобовые культуры в 2022 году планируется посеять на 47,998 млн гектаров (+961,4 тыс. га).
В том числе, в тысячах гектаров (изменение к 2021 году):
- Пшеница 29 535 (+818,1)
- Ячмень 8 189
- Кукуруза 3 008 (+34)
- Гречиха 1000 (+54,1)
- Рожь 917,6 (-126,8)
- Просо 353,2 (+52,7)
- Рис 190,4 (+2,9)

Рейтинг федеральных округов по урожайности зерновых в 2022 году (без учёта кукурузы):
- Центральный федеральный округ 47 ц/га (в 2021 году 36 центнеров с га). Всего намолочено 24 807,5 тыс. тонн.
- Южный федеральный округ 46,8 ц/га (в 2021 году 40,7 центнеров с га). Всего намолочено 22 563,4 тыс. тонн.
- Северо-Кавказский федеральный округ 40,3 ц/га (в 2021 году 39 центнеров с га). Всего намолочено 7603,6 тыс. тонн.
- Северо-Западный федеральный округ 38,5 ц/га (в 2021 году 33,9 центнеров с га). Всего намолочено 1024,2 тыс. тонн.
- Приволжский федеральный округ 31,4 ц/га (в 2021 году 17 центнеров с га). Всего намолочено 23 318,9 тыс. тонн.
- Уральский федеральный округ 25,5 ц/га (в 2021 году 13,6 центнеров с га). Всего намолочено 4156,2 тыс. тонн.
- Сибирский федеральный округ 23 ц/га (в 2021 году 22,9 центнеров с га). Всего намолочено 10 373,4 тыс. тонн.
- Дальневосточный федеральный округ 21 ц/га (в 2021 году 20,8 центнеров с га). Всего намолочено 338,2 тыс. тонн.

## Хлебные зерновые культуры

Сбор зерновых культур в России в 1990—2016 годах, млн тонн

Хлебные зерновые культуры выращивают на всех континентах нашей планеты. Северные и южные границы их ареала совпадают с границами земледелия. Среди хлебных зерновых культур наиболее распространены пшеница, рис (особенно в странах Азии), кукуруза (наибольшие площади в Северной Америке), рожь (главным образом в Европе), овёс (в Северной Америке и Европе), ячмень (в Европе, Азии, Северной Америке), просо и сорго (в Азии, Африке). Остальные культуры менее распространены: чумиза, пайза в основном в Китае, африканское просо, тефф в Эфиопии, дагусса в Индии, мучнистый амарант в Перу.
В 1970 году мировая посевная площадь хлебных зерновых культур составляла 694 млн га, в том числе пшеницы 209,8 млн га, риса 134,6 млн га, кукурузы более 107,3 млн га; мировой валовой сбор зерна их 1196 млн т. Урожайность хлебных зерновых культур сильно колеблется (в ц/га): например, урожай риса в Индии 17—20, Японии более 50, Испании 58—62; пшеницы в Индии 11—12, ГДР 35—37, США 20—21.
В СССР в 1971 году хлебными зерновыми культурами было занято 110,8 млн га, в том числе (в млн га) пшеницей 64, рожью 9,5, овсом 9,6, ячменём 21,6, рисом 0,4, кукурузой 3,3, просом 2,4; валовой сбор зерна их 172,66 млн т, средний урожай (1970) 15,6 ц/га (в Молдавии 29,3, Литве 24,5, на Украине 23,4).
В 2008 году в России было собрано 108 млн тонн зерновых культур, это крупнейший урожай с 1990 года. По итогам 2015 года было собрано 104,8 млн тонн зерновых.
По типу развития и продолжительности вегетации хлебные зерновые культуры делятся на озимые и яровые культуры.

### Основные культуры
Кукуруза, пшеница и рис составляют 87 % всех производимых в мире хлебных зерновых культур.

#### Пшеница

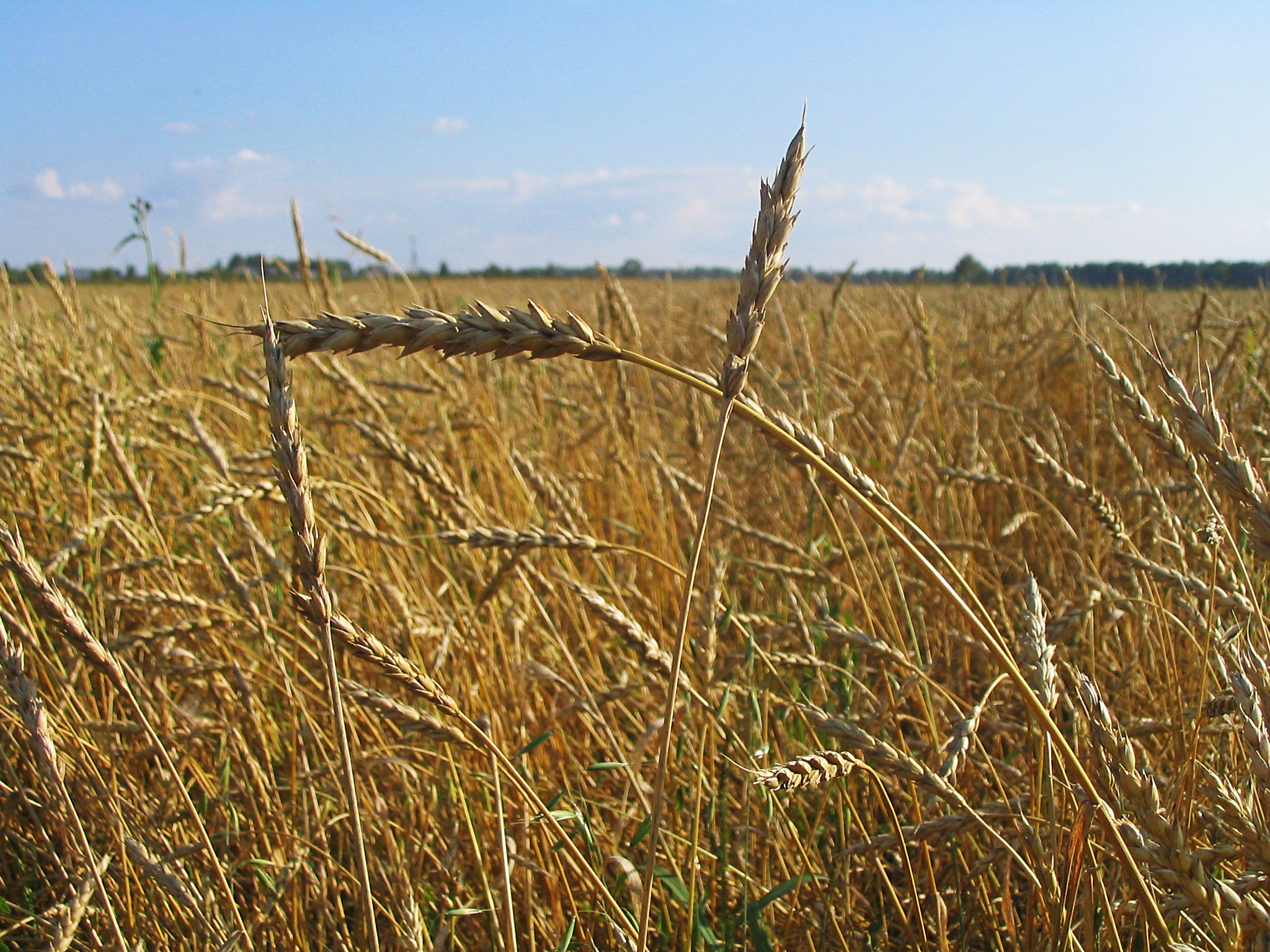
Пшеничное поле в черте Томска

Род травянистых, в основном однолетних, растений семейства Злаки, или Мятликовые (Poaceae), ведущая зерновая культура во многих странах, в том числе и России. Получаемая из зёрен пшеницы мука идёт на выпекание хлеба, изготовление макаронных и кондитерских изделий. Пшеница также используется как кормовая культура, входит в некоторые рецепты приготовления пива и водки. Урожайность мягкой пшеницы в странах Европейского союза составляет 55 ц/га (5,5 т/га, или 550 т/км2), средняя урожайность в мире 22,5 ц/га. Максимальная урожайность до 98 ц/га (9,8 т/га, или 980 т/км2). Рекордная урожайность в среднем по России — 32,2 ц/га (2017).
Пшеница первенствует среди других сельскохозяйственных культур, на 2012 год мировая площадь посевов пшеницы составляла 215,5 млн.га., по данным ФАОСТАТ, (на втором месте кукуруза — 177,4 млн.га).

#### Ячмень
Травянистое растение, вид рода Ячмень (Hordeum) семейства Злаки (Poaceae). Важная сельскохозяйственная культура, одно из древнейших культурных растений в истории человечества (растение начали возделывать около 10 тысяч лет назад). Зерно ячменя широко используют для продовольственных, технических и кормовых целей, в том числе в пивоваренной промышленности, при производстве перловой и ячневой круп. Ячмень относится к ценнейшим концентрированным кормам для животных, так как содержит полноценный белок, богат крахмалом. В России на кормовые цели используют до 70 % ячменя.

#### Овёс
Однолетнее травянистое растение, вид рода Овёс (Avena), широко используемый в сельском хозяйстве злак. Овёс посевной — неприхотливое к почвам и климату растение со сравнительно коротким (75—120 дней) вегетационным периодом, семена прорастают при +2°С, всходы переносят небольшие заморозки, поэтому культура с успехом выращивается в северных областях.

#### Рожь

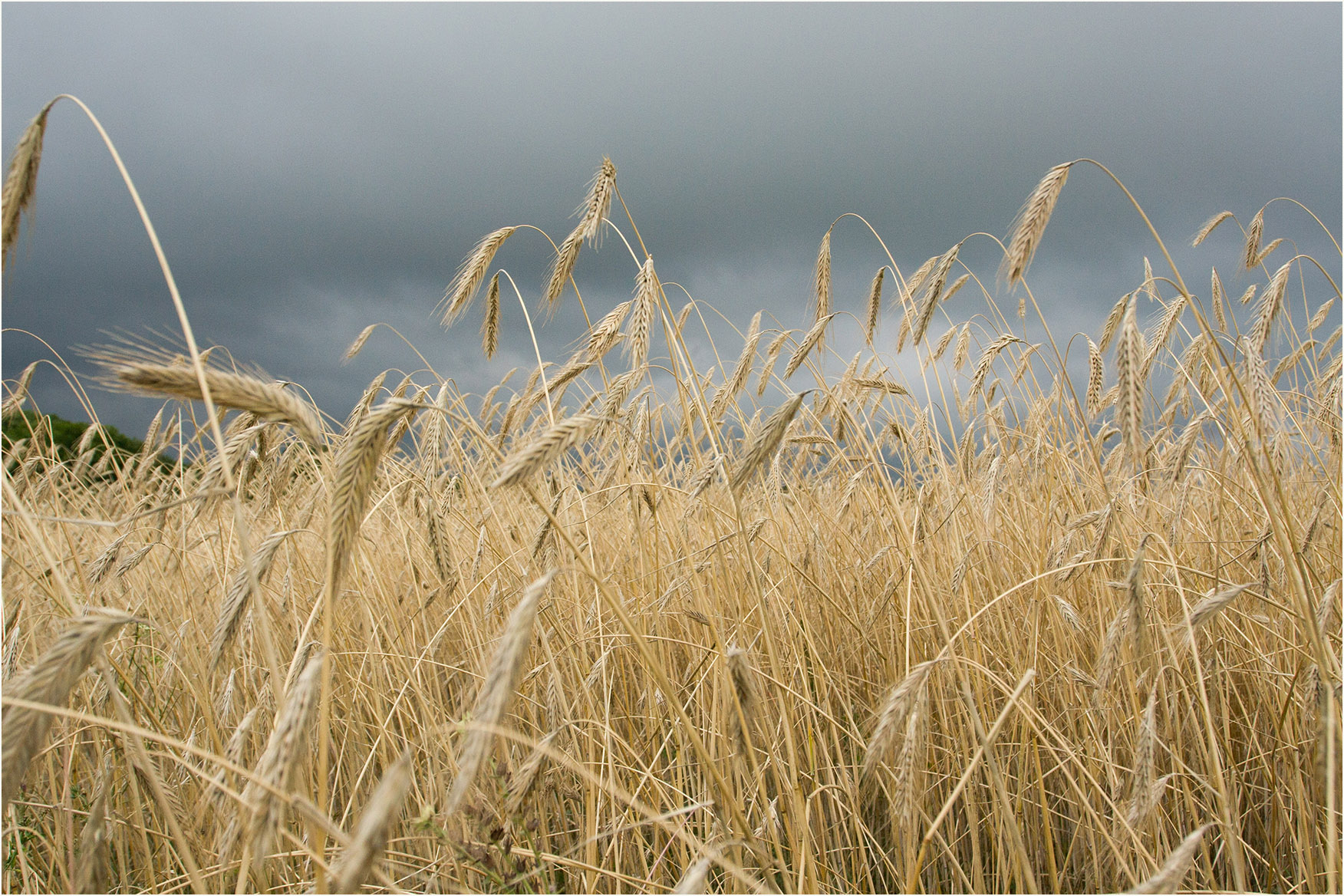
Поле ржи

Однолетнее или двулетнее травянистое растение, вид рода Рожь (Secale) семейства Мятликовые (Злаки). Рожь посевная является культурным растением, выращивают её в основном в Северном полушарии. Существуют озимая и яровая формы ржи.

#### Тритикале
Гибрид ржи и пшеницы. Выращивается, в основном, на корм животным. Тритикале обладает повышенной морозостойкостью, устойчивостью против болезней, пониженной требовательностью к плодородию почвы.
Содержание белка в зерне тритикале выше, чем у пшеницы и у ржи. Зерно имеет также более высокий уровень лизина (3,8 %), содержит 2—4 % жира. В 1 кг зелёной массы тритикале — 0,3 кормовой единицы, в то время как для озимой пшеницы — 0,18.

#### Кукуруза
Однолетнее травянистое растение, единственный культурный представитель рода Кукуруза (Zea) семейства Злаки (Poaceae). Помимо культурной кукурузы, род Кукуруза включает четыре вида — Zea diploperennis, Zea perennis, Zea luxurians, Zea nicaraguensis — и три дикорастущих подвида Zea mays: ssp. parviglumis, ssp. mexicana и ssp. huehuetenangensis. Считается, что многие из названных таксонов играли роль в селекции культурной кукурузы в древней Мексике. Существует предположение, что кукуруза — самое древнее хлебное растение в мире.

#### Просо
Из плодов культурных видов проса (Panicum), освобождая их от колосковых чешуек посредством обдирки, получают пшено. На муку пшено почти не перерабатывают, употребляют главным образом в виде крупы. Пшённая каша или пшённая похлёбка, сдобренная салом, молоком или растительным маслом, составляла обыкновенную пищу рабочего люда южной России, особенно во время полевых работ. В том и другом виде пшено представляет питательную и здоровую пищу.

#### Полба
Широко распространённая на заре человеческой цивилизации зерновая культура, вид рода Пшеница. Отличается зерном с невымолочиваемыми плёнками, ломкостью колоса, кирпично-красным цветом, неприхотливостью. Область происхождения (предположительно) — Средиземноморье. Выращивалась в Древнем Египте, Древнем Израиле, Вавилоне и других местах. Позднее была вытеснена хоть и гораздо более требовательной к климату и менее устойчивой к болезням, но значительно более урожайной пшеницей твёрдой (Triticum durum), и в настоящее время занимает незначительную долю мировых посевных площадей. На территории современной Украины полба была известна уже в 5—4 тысячелетии до н. э. Отпечатками её зёрен выдавливали орнамент на древней керамике, обнаруженной при раскопках памятников Трипольской культуры.

#### Гречиха

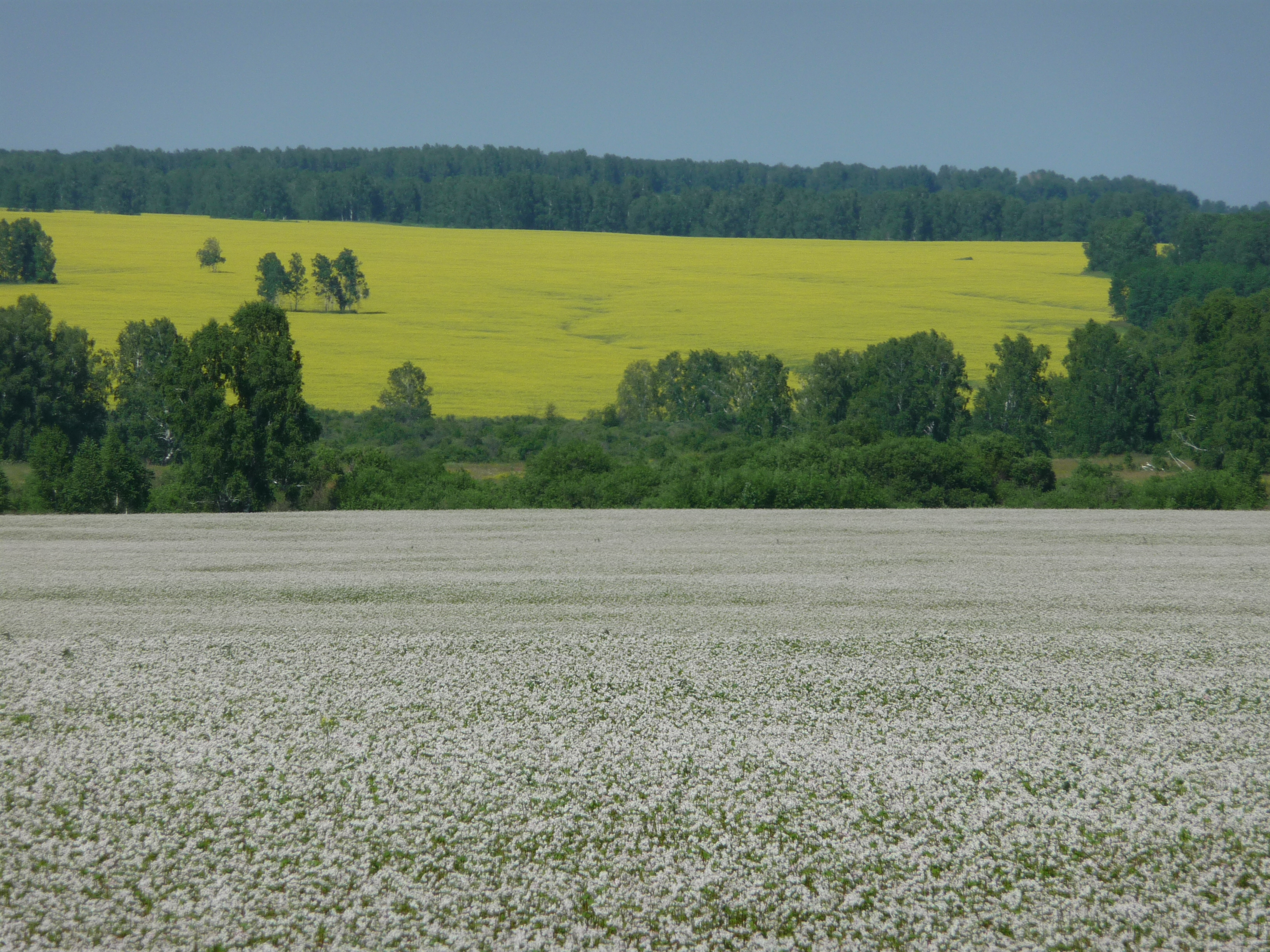
Поле цветущей гречихи (на переднем плане) в Новосибирской области

Хлебная культура, не относящаяся к злакам. Вид травянистых растений рода Гречиха (Fagopyrum) семейства Гречишные (Polygonaceae), крупяная культура. Из гречихи посевной изготавливается гречневая крупа (ядрица) — цельное зерно (гре́ча, гре́чка), продел (дроблёное зерно с нарушенной структурой), смоленская крупа (сильно измельчённые зёрна), гречневая мука, а также медицинские препараты. Семена охотно поедают певчие птицы. Урожайность гречихи в России около 8—10 центнеров с гектара, что ниже, чем, например, пшеницы почти в два раза. Максимальная урожайность составляет 30 ц/га (3 т/га или 300 т/км²). Главными экспортёрами являются Китай (61 тыс. тонн в 2009 году), США (28).

#### Киноа
Хлебная культура, не относящаяся к злакам. Однолетнее растение, вид рода Марь (Chenopodium) семейства Маревые (Chenopodiaceae), произрастающее на склонах Анд в Южной Америке. Киноа имеет древнее происхождение и была одним из важнейших видов пищи индейцев. В цивилизации инков киноа была одним из трёх основных видов пищи наравне с кукурузой и картофелем. Инки её называли «золотым зерном».

## Бобовые зерновые культуры
Бобовые зерновые культуры — горох, фасоль, соя, вика, чечевица, бобы и другие — также очень распространённая группа культурных растений, относящихся к семейству бобовых подсемейства мотыльковых (лядвенцевых). Дают зерно, богатое белком (в среднем 20—40 % на сухое вещество, люпин до 61 %). В зёрнах некоторых бобовых зерновых культур содержится много жира, например, в сое — до 27 %, в арахисе — до 52 % на сухое вещество.

## Средний химический состав основных видов зерна (г/100 г зерна)
| Вид зерна               | Вода | Белок    | Жиры    | Углеводы | Пищевые волокна | Зола    |
| ----------------------- | ---- | -------- | ------- | -------- | --------------- | ------- |
| Пшеница твёрдая (дурум) | 14,0 | 13,0     | 2,5     | 57,5     | 11,3            | 1,7     |
| Пшеница мягкая          | 14,0 | 11,8     | 2,2     | 59,5     | 10,8            | 1,7     |
| Ячмень                  | 14,0 | 10,3     | 2,4     | 56,4     | 14,5            | 2,4     |
| Кукуруза                | 14,0 | 10,3     | 4,9     | 60,0     | 9,6             | 1,2     |
| Гречиха                 | 14,0 | 10,8     | 3,2     | 56,0     | 14,0            | 2,0     |
| Рожь                    | 14,0 | 9,9      | 2,2     | 55,8     | 16,4            | 1,7     |
| Просо                   | 13,5 | 11,2     | 3,9     | 54,6     | 13,9            | 2,9     |
| Овёс                    | 13,5 | 10,0     | 6,2     | 55,1     | 12,0            | 3,2     |
| Рис                     | 14,0 | 7,5      | 2,6     | 62,3     | 9,7             | 3,9     |
| Сорго                   | 13,0 | 9,0—14,0 | 2,5—3,5 | 69,5     | 2,0—3,0         | 2,0—2,5 |
| Чечевица                | 14,0 | 24,0     | 1,5     | 46,3     | 11,5            | 2,7     |
| Фасоль                  | 14,0 | 21,0     | 2,0     | 47,0     | 12,4            | 3,6     |
| Горох                   | 14,0 | 20,5     | 2,0     | 49,5     | 11,2            | 2,8     |
| Подсолнечник            | 8,0  | 20,7     | 52,9    | 10,5     | 5,0             | 2,9     |
| Рапс                    | 8,1  | 30,8     | 43,6    | 7,2      | 5,8             | 4,5     |
| Соя                     | 12,0 | 34,9     | 17,3    | 17,3     | 13,5            | 5,0     |

## Стандартизация
Международная организация по стандартизации опубликовала серию стандартов ICS 67.060, касающихся зерновых продуктов